# Кнеф, Хильдегард
Хильдегард Фрида Альбертина Кнеф (нем. Hildegard Frieda Albertine Knef, иногда Хильдегард Кнеф; 28 декабря 1925, Ульм — 1 февраля 2002, Берлин) — немецкая актриса и певица.

## Биография
Родилась в семье Ханса Теодора и Фриды Августины Кнеф. Её отец был награждённым ветераном Первой мировой войны и умер от сифилиса, когда ей было всего шесть месяцев, после чего Фрида с дочерью переехали в Берлин, где она пошла работать на фабрику. Хильдегард начала учиться актёрскому мастерству в 14 лет в 1940 году. Она покинула школу в 15 лет, чтобы стать учеником аниматора при киностудии «UFA». После успешного скрин-теста Хильдегард поступила в Государственную Киношколу в Бабельсберге, где изучала актёрское мастерство, балет и дикцию. Где-то в этот период ей написал письмо с предложением о встрече Йозеф Геббельс, но друзья Хильдегард посоветовали ей держаться от него подальше.
Сниматься Хильдегард начала ещё до падения Третьего Рейха, но большинство фильмов с её участием той эпохи были выпущены уже после капитуляции Германии. Во время штурма Берлина она переоделась солдатом, чтобы остаться со своим любовником Эвальдом фон Демандовски, и присоединилась к нему во время обороны Шмаргендорфа. Была арестована советскими войсками и помещена в лагерь для интернированных, но другие заключенные помогли ей сбежать. Демандовски был расстрелян в 1946 году, но перед этим успел связаться с актёром Виктором де Ковы, который пригрел Хильдегард в своём новом на тот момент театре, где она сначала выступала в качестве конферансье, но затем стала играть в тамошних спектаклях.
Кнеф стала популярной уже после первых своих фильмов — «Под мостами» (1945) и «Убийцы среди нас» (1946). В фильме «Грешница» (1951) Вилли Форста актриса впервые в немецком послевоенном кино снялась обнажённой, что подогрело скандальный интерес к фильму.
В последующие годы Кнеф много снималась, в том числе и за границей, прежде всего в США, где она выступала под именем Хильдегард Нефф, её называли второй Марлен Дитрих, с которой она очень тесно дружила.
С 1955 года играла на Бродвее, 675 раз выходила в главной роли в мюзикле Коула Портера «Шёлковые чулки».
В 1962 году вышла замуж за режиссёра Дэвида Камерона.
В 1960-е годы Кнеф часто выступала в качестве певицы, в Германии её концерты пользовались большим успехом, часть песен она писала сама. В 1970 и 1975 годах Кнеф написала автобиографические книги — «Дарёная кляча» и «Приговор».
Трижды была замужем. От второго брака у неё была дочь Кристина Антония.

## Фильмография
- 1944: Мечтания (Träumerei) (сцены с Х. Кнеф были вырезаны)
- 1944: Театральная школа (Schauspielschule) (UFA-учебный фильм, не демонстрировался)
- 1944: Под мостами (Unter den Brücken)
- 1944/45: Весенняя мелодия (Frühlingsmelodie) (не закончен)
- 1944/45: Братья Нолтениус (Die Brüder Noltenius)
- 1944/45: Поездка в счастье (Fahrt ins Glück)
- 1946: Убийцы среди нас (Die Mörder sind unter uns)
- 1947: Между вчера и завтра (Zwischen gestern und morgen)
- 1947: Фильм без названия (Film ohne Titel)
- 1951: Грешница (Die Sünderin)
- 1951: Ночью на улицах (Nachts auf den Straßen)
- 1951: Чудеса ещё случаются (Es geschehen noch Wunder)
- 1951: Решение перед рассветом (Decision Before Dawn)
- 1952: Дипкурьер (Diplomatic Courier)
- 1952: Снега Килиманджаро (The Snows of Kilimanjaro)
- 1952: Именины Анриетты (La Fête à Henriette)
- 1952: Ночь без сна (Night Without Sleep)
- 1952: Альраун (Alraune)
- 1952: Иллюзия в Молле (Illusion in Moll)
- 1953: Между мужчинами (The Man Between)
- 1953/54: История любви (Eine Liebesgeschichte)
- 1954: С тобой это всегда прекрасно (Bei Dir war es immer so schön)
- 1954: Признание с глазу на глаз (Geständnis unter vier Augen)
- 1954: Свенгали (Svengali)
- 1957/58: Мадлен и легионер (Madeleine und der Legionär)
- 1958: Дочь Гамбурга (La Fille de Hambourg) — Мария
- 1958: Метро в небо (Subway in the Sky)
- 1958: Человек, продавший себя (Der Mann, der sich verkaufte)
- 1960: Любимый голос (Die geliebte Stimme (телефильм)
- 1960: Время гигантов (La Strada dei Giganti)
- 1962: Золотой мальчик (Golden Boy (телефильм)
- 1962: Лаура (Laura (телефильм)
- 1962: Лулу (Lulu)
- 1962: Ландрю (Landru)
- 1962: Честная баллада о маленьком босяке (Ballade pour un voyou)
- 1962/63: Катерина из России (Caterina di Russia) - Екатерина II
- 1962/63: Трехгрошовая опера (Die Dreigroschenoper)
- 1963: Большая игра в любовь (Die große Liebesspiel)
- 1963: Гибралтар (Gibraltar)
- 1964: Зал ожидания на небеса (Wartezimmer zum Jenseits)
- 1964: Приговорён к греху (Verdammt zur Sünde)
- 1964: Мозамбик (Mozambique)
- 1965: Миссис Делли — сегодня День Независимости (Mrs. Dally — Heute ist Unabhängigkeitstag (телефильм)
- 1967: Грязная дюжина (The dirty dozen) (только песенное исполнение)
- 1967/68: Последний континент (The Lost Continent)
- 1975: Каждый умирает в одиночку (Jeder stirbt für sich allein)
- 1978: Федора (Fedora)
- 1979: Старик: Иллюзии об одном убийстве (Der Alte: Illusionen über einen Mord (телефильм)
- 1980: Почему инопланетяне воруют наш салат? (Warum die UFOs unseren Salat klauen)
- 1982: Тулузский садовник (Der Gärtner von Toulouse (телефильм)
- 1984: Сердобольная шпионка (Agentin mit Herz (эпизод)
- 1985: Крылья и оковы (Flügel und Fesseln)
- 1988: Колдовство (Witchery)
- 1990: Дворец на озере: Аристократы никому не обязаны (Ein Schloss am Wörthersee: Adel verpflichtet zu nichts (телефильм)
- 1990: Запретная зона (Champ clos (телефильм)
- 1990: Хильдегард Кнеф — между вчера и сегодня (Hildegard Knef — zwischen gestern und heute (документальный фильм)
- 1994: Смертельное наследство (Tödliches Erbe (телефильм))
- 1995: Покахонтас (Pocahontas (голос))
- 1999: Почти безупречная свадьба (Eine fast perfekte Hochzeit (телефильм)
- 2001: Как очаровать мусорщика? (Wie angelt man sich einen Müllmann? (телефильм, не окончен)
- 2001: Одна женщина и ещё половина (A Woman And A Half (документальный фильм))